# Marmota menzbieri
La marmotta di Menzbier (Marmota caudata (Kashkarov, 1925)) è una specie della famiglia degli Sciuridi (Sciuridae) diffusa nelle regioni montuose dell'Asia centrale. Il suo nome commemora lo zoologo russo Michail Aleksandrovič Menzbir.

## Descrizione
È la più piccola delle specie di marmotte paleartiche: ha una lunghezza testa-corpo di 34,5-50 cm e pesa 1,85-5 kg. Ha la coda relativamente corta ed è ricoperta da una lunga e folta pelliccia. È l'unica specie di marmotta in cui il colore scuro delle parti superiori e posteriori del corpo contrasta nettamente con quello chiaro delle parti inferiori e anteriori. Come altre marmotte, la pelliccia scurisce gradualmente con il progredire della stagione.

## Biologia
Questa specie è diurna. Le marmotte di Menzbier vanno in letargo in gruppi sociali per sette-otto mesi nelle tane; sempre nelle tane, o subito dopo averle lasciate, si accoppiano e iniziano a dedicarsi ad una breve e intensa stagione di foraggiamento, durante la quale ingeriscono grandi quantità di piante erbacee, radici, rizomi, graminacee, fiori e bulbi. Le tane sono relativamente complesse, con una media di 3,5 ingressi per tana, e si estendono per 2-3 m sottoterra. La femmina dà alla luce un numero limitato di piccoli (in media 2,5 al sud e 4-5 al nord). La dispersione dei giovani ha luogo piuttosto tardi e i gruppi sociali sono tipicamente costituiti da una coppia monogama (un singolo maschio adulto dominante e una femmina adulta) e dalla loro prole dei due anni precedenti, oltre ai piccoli dell'anno corrente. M. menzbieri è una specie altamente sociale.
Gli esemplari in natura possono vivere più di 10 anni. Le interazioni tra i membri del gruppo sono molto amichevoli, ma gli intrusi non sono i benvenuti e vengono accolti con esibizioni di minaccia, battiti di denti e inseguimenti. Spesso marcano il territorio con le loro ghiandole orali. In risposta a minacce o alla percezione del rischio di predazione viene prodotto un unico segnale di allarme. I rapaci, i lupi (Canis lupus) e i cani dei pastori sembrano essere i predatori principali. La loro sopravvivenza è minacciata dalla rapida perdita dei prati alpini e subalpini a causa della loro intensa conversione all'agricoltura; alcuni esemplari possono essere costretti a spostarsi stagionalmente per evitare tali influenze.

## Distribuzione e habitat
Vive nei prati e nelle steppe di montagna ad altitudini di 2000-3600 m nel settore occidentale del Tien Shan, in Kazakistan, Kirghizistan, Uzbekistan ed estremità settentrionale del Tagikistan.

## Tassonomia
L'areale della marmotta di Menzbier è diviso in due dal corso del fiume Pskem e dalla sua valle. Nonostante le due popolazioni siano molto simili nell'aspetto, sono chiaramente separate dal punto di vista genetico, caratteristica che ha spinto gli studiosi a riconoscere due sottospecie:
- M. m. menzbieri Kashkarov, 1925, la sottospecie settentrionale. Presenta una colorazione dimorfica a seconda delle stagioni: in autunno il manto appare più nero sulla superficie dorsale, mentre d'estate tale zona appare giallo-brunastra. La superficie ventrale è bruno-grigiastra; la gola, il petto e la superficie interna delle zampe anteriori sono di colore più rossiccio. Tra la zona sotto l'occhio e quella sotto il margine anteriore dell'orecchio si estende una macchia grigio-giallastra;
- M. m. zachidovi Petrov, 1965, la sottospecie meridionale, separata dall'altra da un intervallo di più di 100 km.

## Conservazione
Occupa l'areale più piccolo tra tutte le marmotte del Paleartico e ha una densità di popolazione piuttosto bassa; una stima del 1998 indicava una popolazione complessiva di 22000 individui, mentre secondo un'altra stima del 2005 ve ne sarebbero stati 20000-25000 nel solo Kazakistan. La IUCN la classifica come «specie vulnerabile» (Vulnerable), minacciata soprattutto dalla perdita dell'habitat a vantaggio dell'agricoltura e, più limitatamente, dalla cattura di esemplari a scopo alimentare. In certe zone il suo areale si sovrappone a quello della marmotta dalla coda lunga (M. caudata), con la quale forma un complesso di specie, ma la marmotta di Menzbier predilige le aree più umide ad altitudini maggiori, con erba più bassa.